# Putzke Peak
Der Putzke Peak ist ein 2325 m hoher Berg im westantarktischen Marie-Byrd-Land. In den McCuddin Mountains ragt er aus einem Bergkamm auf, der sich  vom Mount Petras ausgehend in nordöstlicher Richtung erstreckt.
Der United States Geological Survey kartierte ihn anhand von Vermessungen und Luftaufnahmen der United States Navy zwischen 1959 und 1965. Das Advisory Committee on Antarctic Names benannte den Berg 1974 nach Stanley G. Putzke (1920–2005), kommandierender Offizier des Eisbrechers USCGC Staten Island bei der Operation Deep Freeze der Jahre 1971 und 1972.